# Aleja Gwiazd Festiwalu Polskiej Piosenki
Aleja Gwiazd Festiwalu Polskiej Piosenki, česky Alej hvězd festivalu polské písně, je exteriérová hudební síň slávy, resp. chodník slávy, na severovýchodní straně historického náměstí Rynek, ve čtvrti Stare Miasto (Staré Město) města Opole (Opolí) v Polsku. Geograficky patří do Opolského vojvodství a údolí Pradolina Wrocławska. Aleja má přímou souvislost s polským hudebním festivalem Krajowy Festiwal Piosenki Polskiej w Opolu (Národní festival polské písně v Opolí).

## Historie a popis
Od 28. května 2004 jsou na chodník za radnicí pravidelně umisťovány bronzové dlaždice ve tvaru nepravidelného pětiúhelníku, které částečně překrývá pěticípá hvězda. Dlaždice je doplněna jménem hudebníka či hudební kapely, podpisem příslušných osob a anglickým citátem:
| „ | KEEP OPOLE | OPOLE DRŽ SE! | “ |

V roce 2022 měla Aleja Gwiazd Festiwalu Polskiej Piosenki již 80 dlaždic. Seznam příslušných hudebních interpetů lze nalézt zde.

## Další informace
Místo je celoročně volně přístupné.

## Galerie

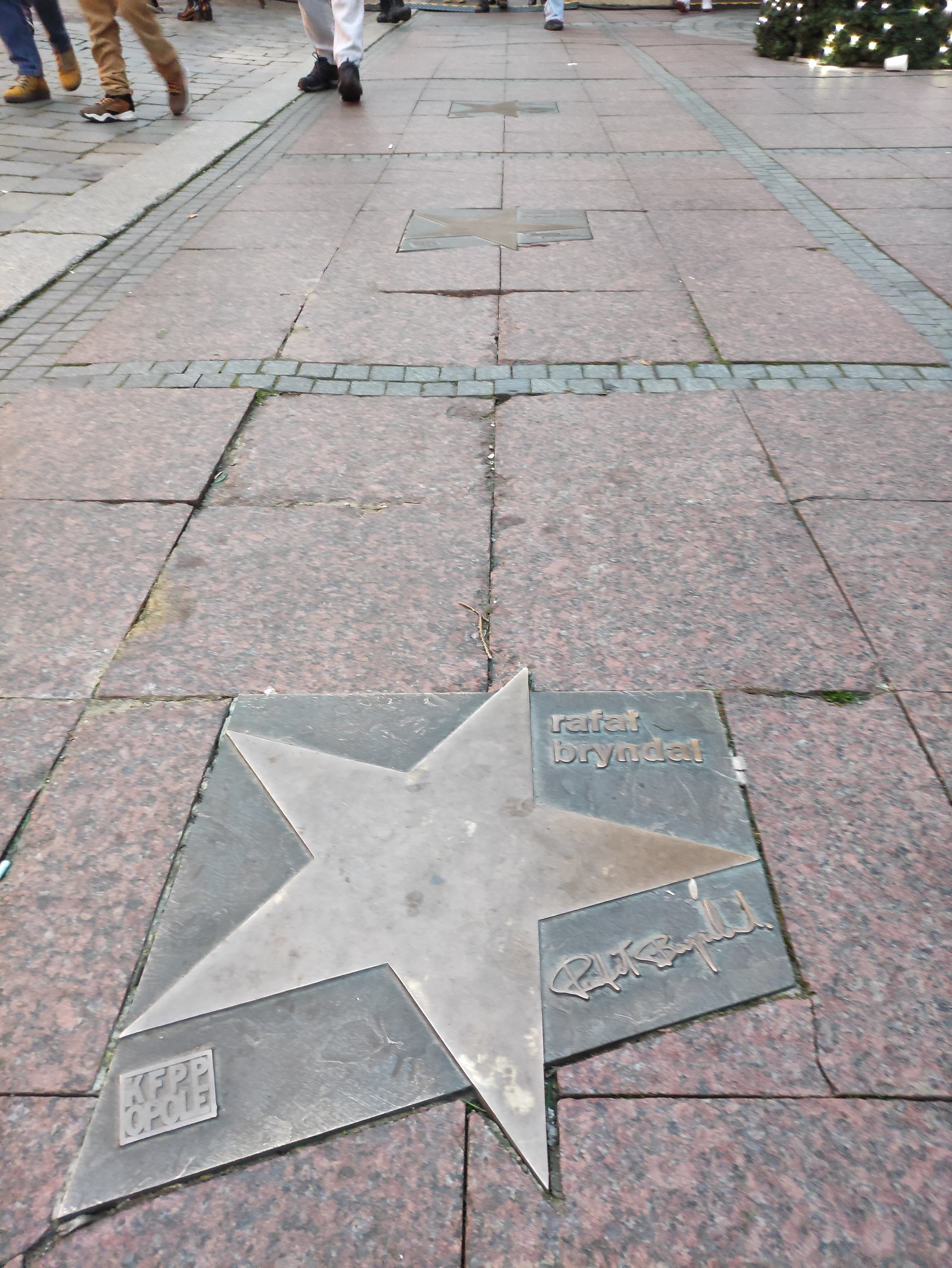
Rafał Bryndal
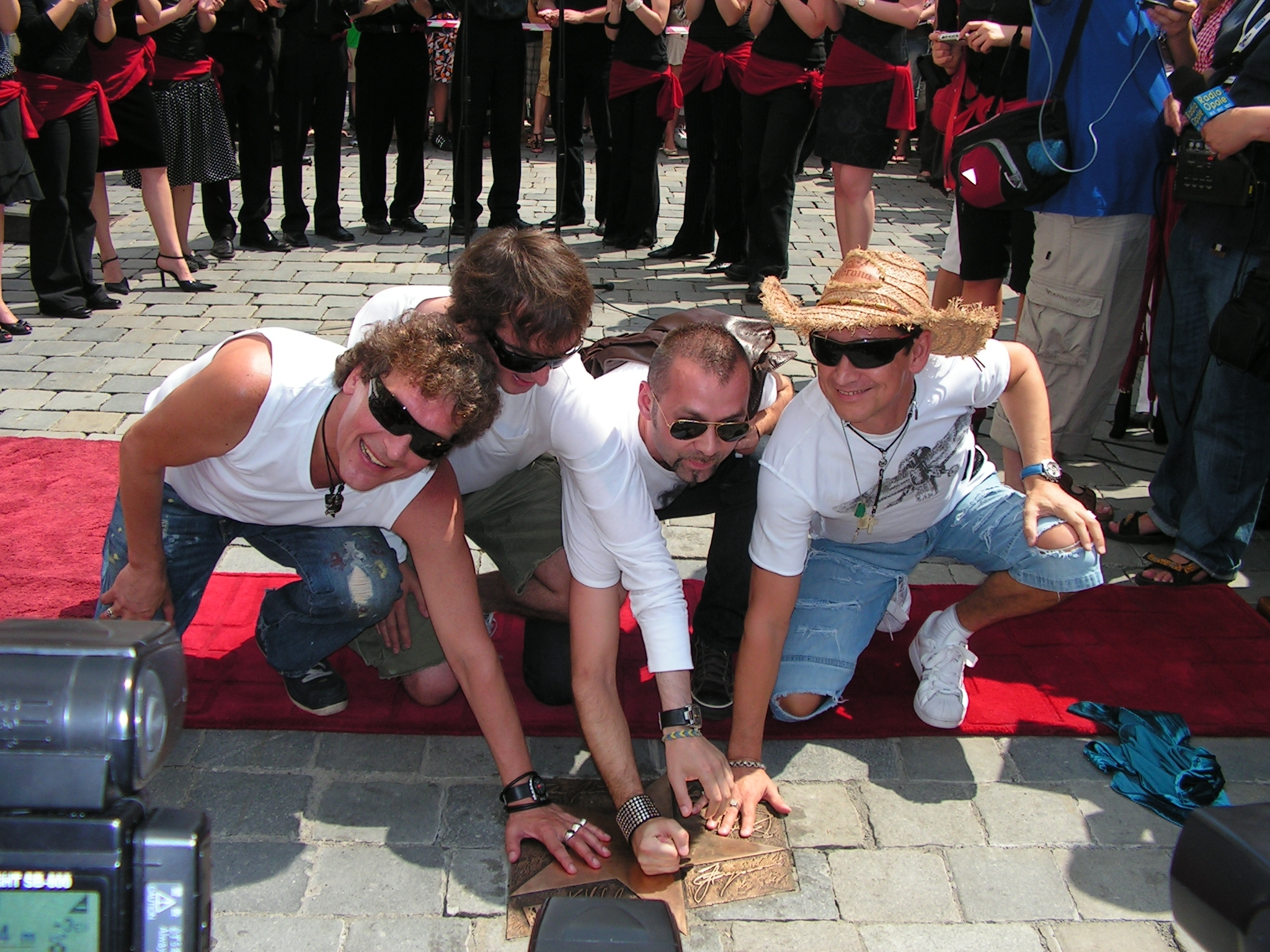
Lady Pank (2007)